# باول إزرائيل
باول إزرائيل (بالإنجليزية: Paul Israel)‏ هو لاعب دوري الرغبي أسترالي، ولد في 23 أبريل 1969 في سيدني في أستراليا.